# Contre-la-montre masculin des moins de 23 ans aux championnats du monde de cyclisme sur route 2019
Le contre-la-montre masculin des moins de 23 ans aux championnats du monde de cyclisme sur route 2019 a lieu sur 30,3 kilomètres le 24 septembre 2019 entre Ripon et Harrogate, dans le Yorkshire, au Royaume-Uni.

## Participants
| Équipes nationales (38)- Anguilla - Australie - Autriche - Belgique - Biélorussie - Canada - Chili - Tchéquie - Danemark - Érythrée - Espagne - France - Grande-Bretagne - Allemagne - Hongrie - Irlande - Italie - Japon - Kazakhstan - Luxembourg - Pays-Bas - Norvège - Nouvelle-Zélande - Paraguay - Pologne - Portugal - Roumanie - Afrique du Sud - Russie - Slovénie - Serbie - Suisse - Slovaquie - Syrie - Taipei chinois - Trinité-et-Tobago - Ukraine - États-Unis |
| |

## Classement
| \| Classement général \| Classement général \| Classement général \| Classement général \| Classement général \| \| Coureur \| Coureur \| Pays \| Équipe \| Temps \| \| ------------------ \| ------------------ \| ------------------ \| ---------------------- \| ------------------ \| \| 1er \| Mikkel Bjerg \| Danemark \| Danemark espoirs \| 40 min 20 s \| \| 2e \| Ian Garrison \| États-Unis \| États-Unis espoirs \| + 27 s \| \| 3e \| Brandon McNulty \| États-Unis \| États-Unis espoirs \| + 28 s \| \| 4e \| Mathias Norsgaard \| Danemark \| Danemark espoirs \| + 38 s \| \| 5e \| Brent Van Moer \| Belgique \| Belgique espoirs \| + 44 s \| \| 6e \| Morten Hulgaard \| Danemark \| Danemark espoirs \| + 56 s \| \| 7e \| Nils Eekhoff \| Pays-Bas \| Pays-Bas espoirs \| + 1 min 01 s \| \| 8e \| Byron Munton \| Afrique du Sud \| Afrique du Sud espoirs \| + 1 min 27 s \| \| 9e \| Markus Wildauer \| Autriche \| Autriche espoirs \| + 1 min 39 s \| \| 10e \| Daan Hoole \| Pays-Bas \| Pays-Bas espoirs \| + 1 min 47 s \| |                   |                |                        |              |
| |                   |                |                        |              |
| Source : ProCyclingStats |                   |                |                        |              |
| Classement général |                   |                |                        |              |
| Coureur | Coureur           | Pays           | Équipe                 | Temps        |
| 1er | Mikkel Bjerg      | Danemark       | Danemark espoirs       | 40 min 20 s  |
| 2e | Ian Garrison      | États-Unis     | États-Unis espoirs     | + 27 s       |
| 3e | Brandon McNulty   | États-Unis     | États-Unis espoirs     | + 28 s       |
| 4e | Mathias Norsgaard | Danemark       | Danemark espoirs       | + 38 s       |
| 5e | Brent Van Moer    | Belgique       | Belgique espoirs       | + 44 s       |
| 6e | Morten Hulgaard   | Danemark       | Danemark espoirs       | + 56 s       |
| 7e | Nils Eekhoff      | Pays-Bas       | Pays-Bas espoirs       | + 1 min 01 s |
| 8e | Byron Munton      | Afrique du Sud | Afrique du Sud espoirs | + 1 min 27 s |
| 9e | Markus Wildauer   | Autriche       | Autriche espoirs       | + 1 min 39 s |
| 10e | Daan Hoole        | Pays-Bas       | Pays-Bas espoirs       | + 1 min 47 s |